# National Bowl
National Bowl är en amfiteater i kommunen Milton Keynes i Storbritannien. Den ligger i grevskapet Buckinghamshire och riksdelen England, i den södra delen av landet, 70 km nordväst om huvudstaden London. National Bowl ligger 84 meter över havet.
Terrängen runt National Bowl är platt. Runt National Bowl är det ganska tätbefolkat, med 192 invånare per kvadratkilometer. Närmaste större samhälle är Milton Keynes, 2,6 km norr om National Bowl. Trakten runt National Bowl består till största delen av jordbruksmark.